# 杨烽
杨烽（1951年—），男，福建漳浦人，中国木偶剧演员，曾任漳州木偶剧团团长，中国戏剧家协会常务理事。

## 家庭
父亲杨胜，哥哥杨亚州、弟弟杨辉均为木偶艺术家。